# Bořetice u Hustopečí

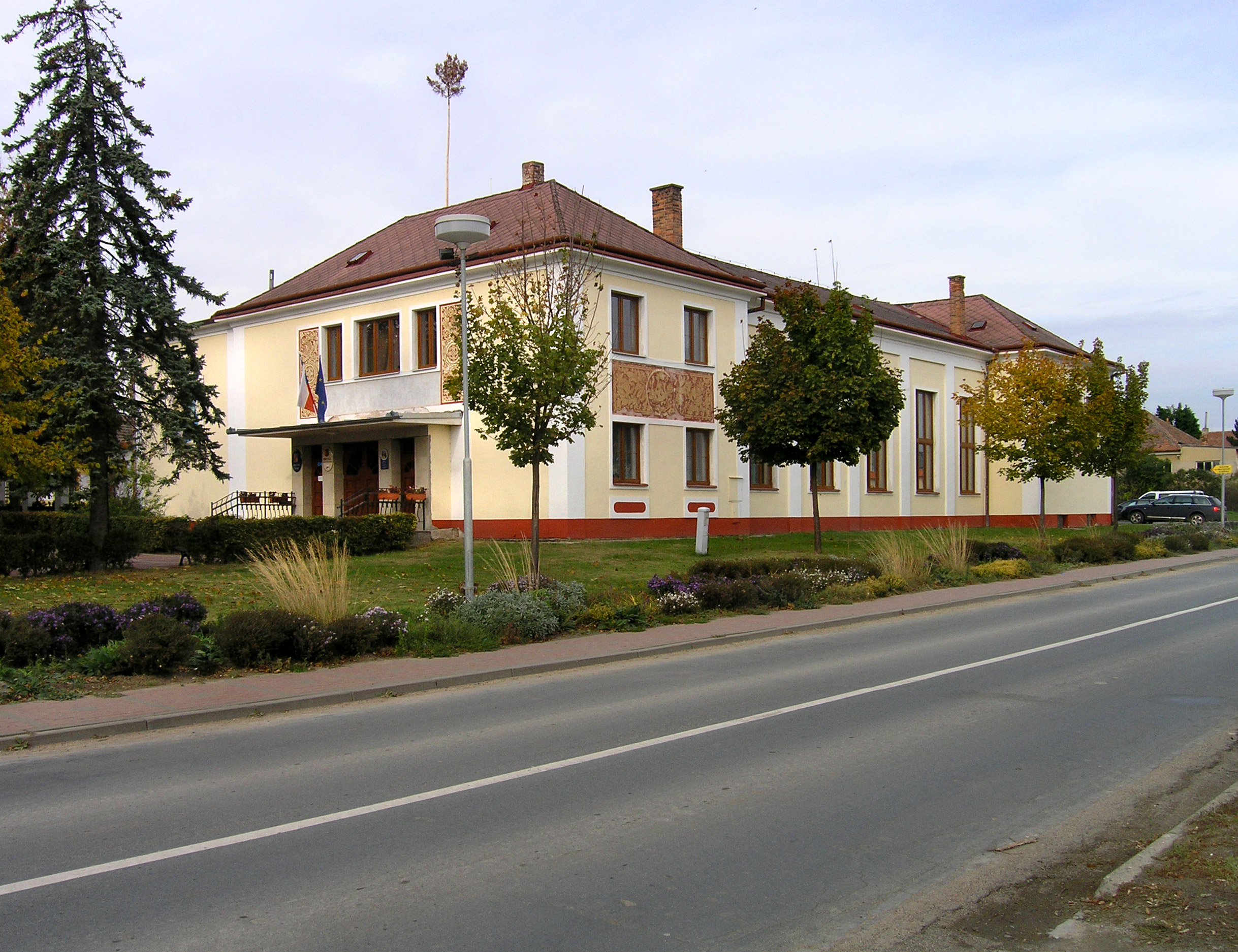
Gemeindeamt

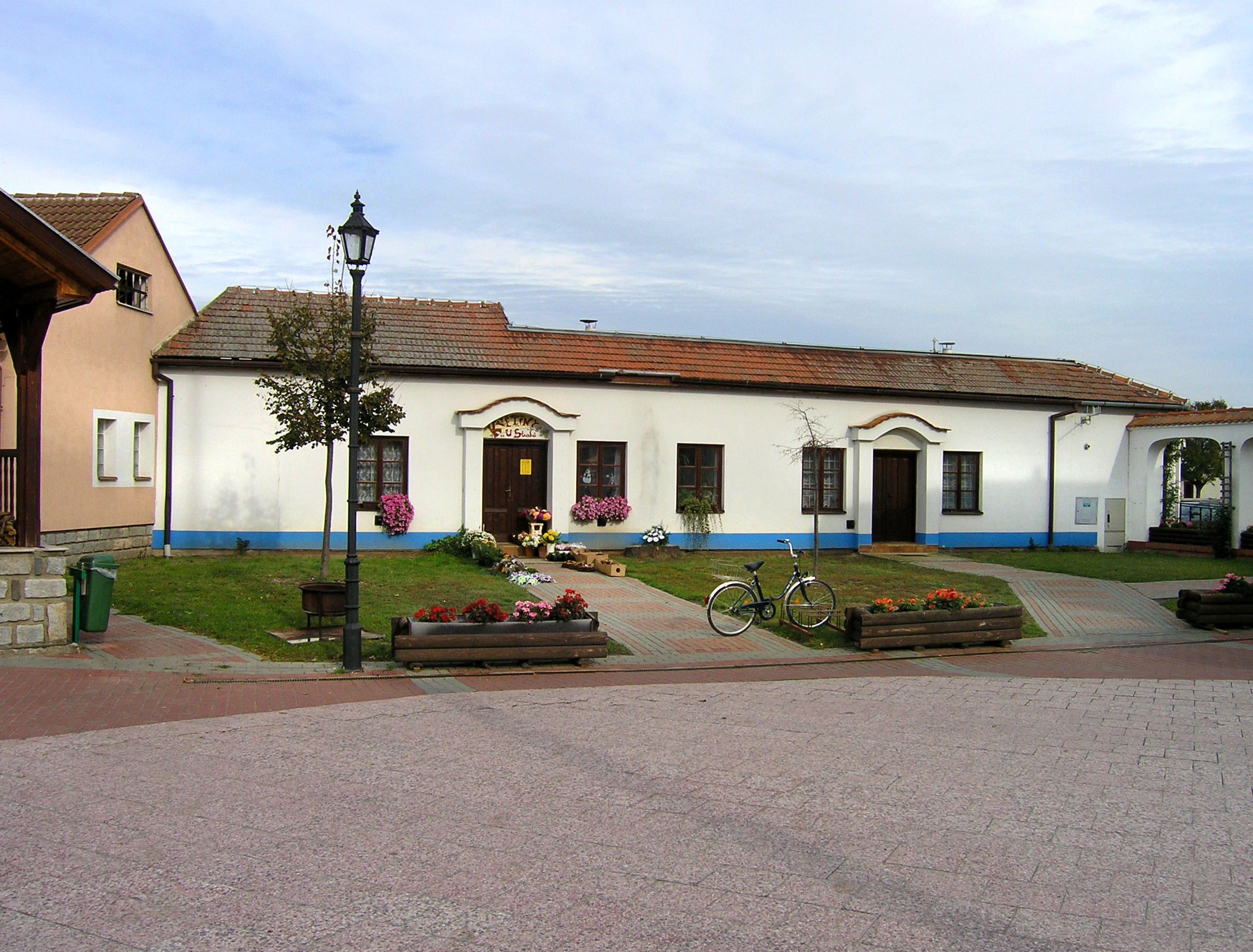
Neuer Dorfplatz am Gemeindeamt

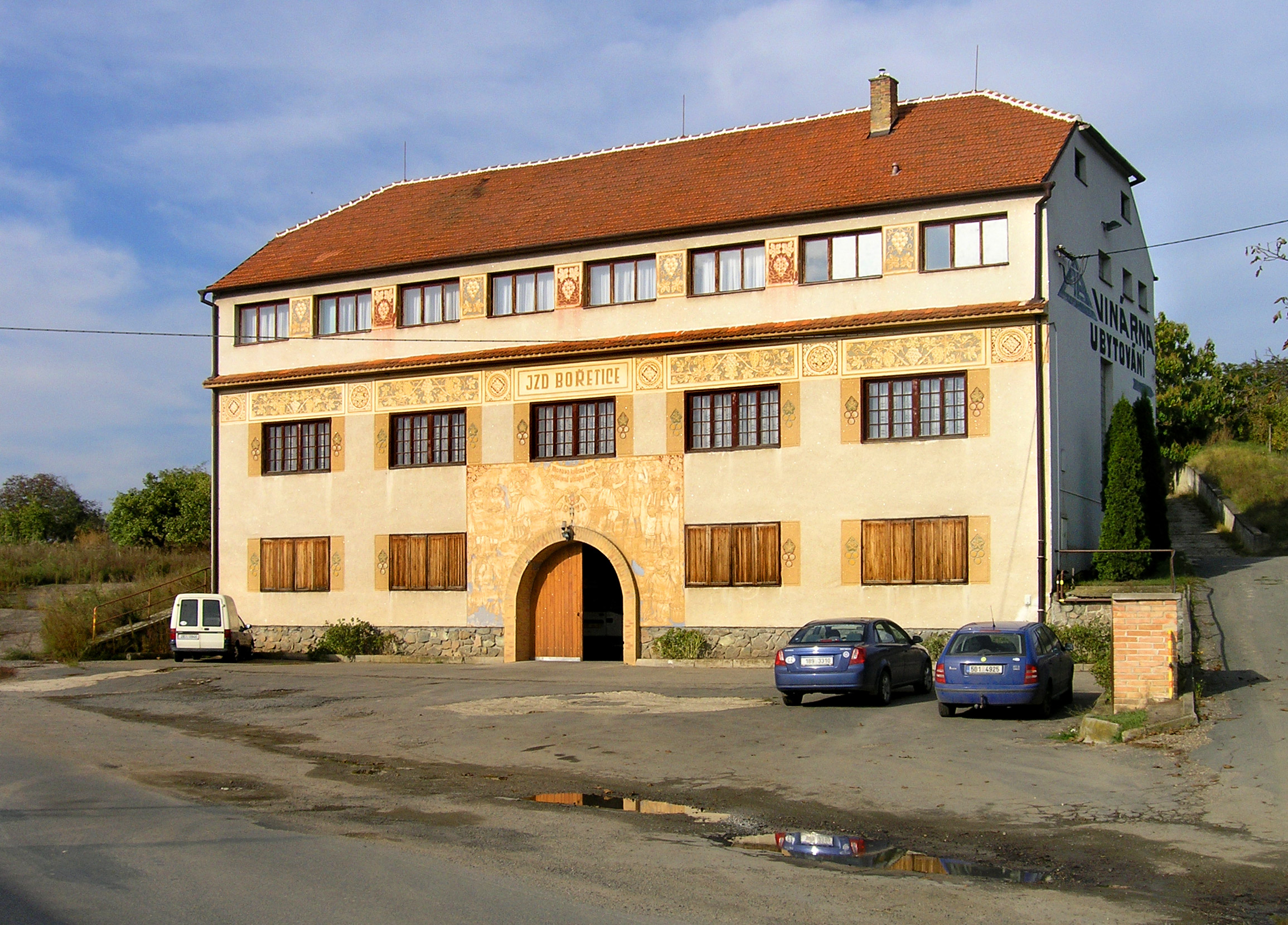
Weinstube, früher Sitz der JZD

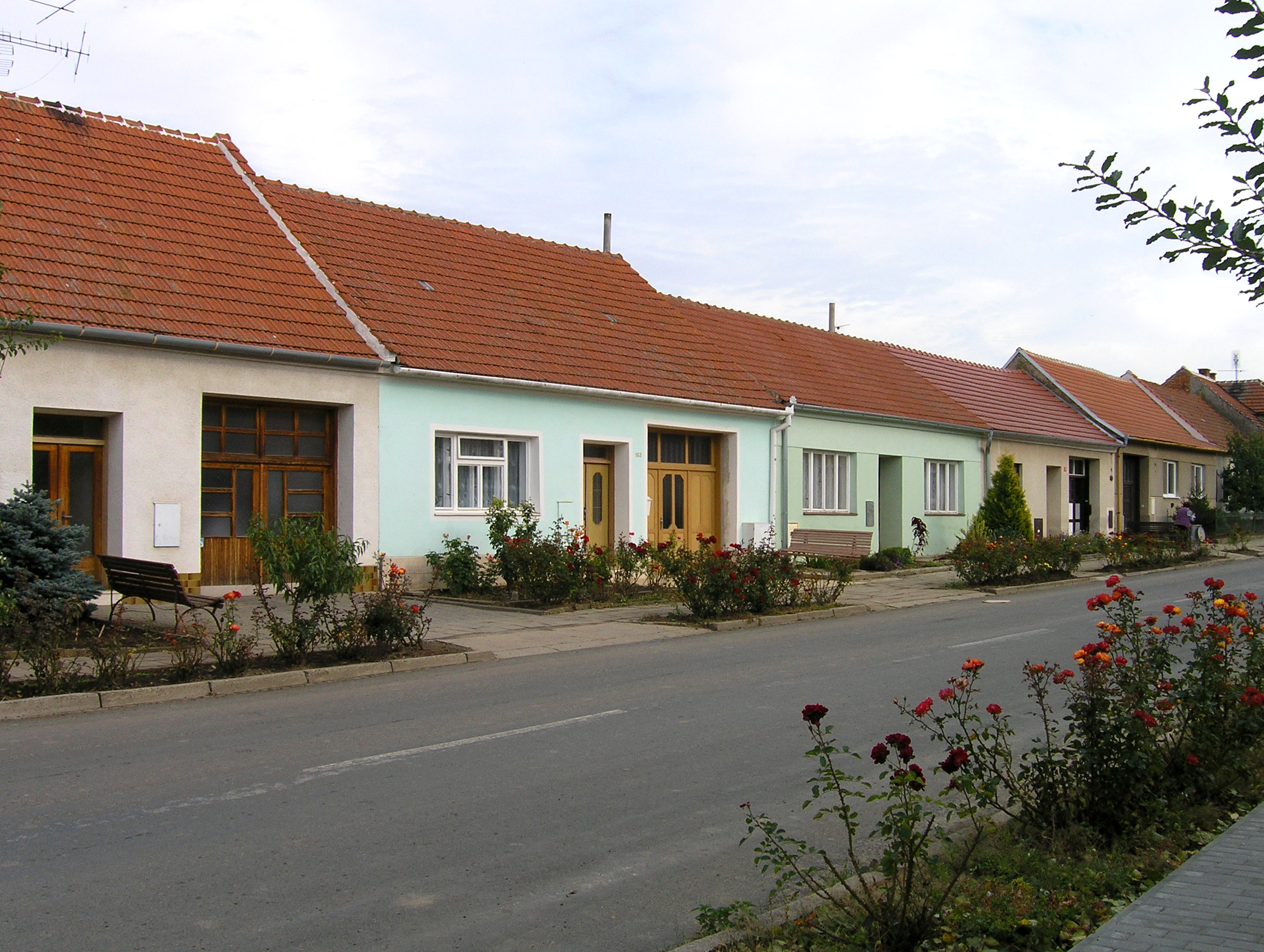
Straße am östlichen Ortsende

Bořetice (deutsch Boretitz, früher Borzetitz) ist eine Gemeinde in Tschechien. Sie liegt drei Kilometer nordöstlich von Velké Pavlovice und gehört zum Okres Břeclav.

## Geographie
Bořetice befindet sich im Südwesten der Kyjovská pahorkatina am Übergang zur Boleradická vrchovina. Das von Weinbergen und Obstplantagen umgebene Dorf liegt am linken Ufer der Trkmanka gegenüber der Einmündung des Baches Němčický potok.
Nördlich erheben sich die Kraví hora und Horní ochozy (328 m), im Nordosten der Stráž (333 m), östlich die Roviny (284 m) sowie im Westen die Pavlovická stará hora (234 m). Am nördlichen Ortsrand verläuft entlang der Trkmanka die Bahnstrecke Zaječí–Hodonín, dort liegt auch die Bahnstation Bořetice.
Nachbarorte sind Morkůvky im Norden, Kobylí im Nordosten, Vrbice im Osten, Velké Bílovice im Südosten, Trkmanice und Rakvice im Süden, Velké Pavlovice im Südwesten sowie Hustopeče und Němčičky im Nordwesten.

## Geschichte
Archäologische Funde belegen eine Besiedlung der Gegend während der Bronzezeit. Dazu gehören u. a. 35 Bronzereife aus der Protoaunjetitzer und der Aunjetitzer Kultur.
Die erste urkundliche Erwähnung des Dorfes erfolgte 1222 im Zuge der Erteilung des Kirchpatronats in Přítluky durch den Olmützer Bischof Robert von England an das Kloster Velehrad, bei der Wido, Erbrichter von Poratic, als Zeuge zeichnete. Im Jahre 1241 wurde der Ort von den Tataren zerstört. Seit 1314 gehörte ein Teil des Dorfes den Herren von Kunstadt. Erste schriftliche Nachrichten über den Weinbau stammen von 1335. Im Laufe des 14. Jahrhunderts wurde das Dorf als Porotic, Boreicz, Borzeticz und Paredicz bezeichnet, aus dem Jahre 1545 ist die Namensform Baraditz überliefert. Der älteste Nachweis über die Pfarre Bořetice stammt aus dem Jahre 1595. Zu Beginn des 17. Jahrhunderts bestand das Dorf aus 60 Anwesen. Im Jahre 1605 fielen die Truppen Stephan Bocskais ein und brannten das Dorf nieder. Die Kirche wurde dabei zerstört und zunächst nicht wieder aufgebaut. Die Pfarre wurde aufgehoben und Bořetice nach Pavlovice eingepfarrt. Zdeněk Žampach von Potenštejn, der die Güter 1614 erwarb, schloss sie an seine Herrschaft Göding an. Während des Dreißigjährigen Krieges verödete das Dorf. Im Hufenregister von 1656 sind für Bořetice lediglich sieben Anwesen als bewirtschaftet ausgewiesen.
Ab 1661 war Friedrich von Oppersdorff Besitzer der Herrschaft. Im Jahre 1680 ließ dieser die Kirche wiederaufbauen. Wegen Geldmangels gerieten die Arbeiten jedoch bald ins Stocken. Von Oppersdorff verkaufte die Herrschaft Göding mit allem Zubehör am 29. September 1692 für 720.000 Gulden an Johann Adam Andreas von Liechtenstein. 1712 erbten Johann Adams Töchter Maria Elisabeth und Maria Antonia die Herrschaft. Letztere ließ im selben Jahre die Bauarbeiten an der Kirche fortführen. Am 20. Dezember 1712 erwarb sie für 400.000 Gulden den Anteil ihrer Schwester. Am 29. Dezember 1749 setzte Maria Antonia die Kinder aus ihrer ersten Ehe mit Márk Czobor de Czoborszentmihály, Josef Graf Czobor und Maria Antonia, verwitwete Fürstin Cordony als Erben der Herrschaft Göding ein. 1751 wurde Josef Graf Czobor alleiniger Besitzer der Herrschaft. Am 10. Juli 1762 verkaufte er diese für eine Million und 5500 Rheinische Gulden an Kaiser Franz I. Im Jahre 1763 lebten in Bořetice 320 Menschen. 1829 wurde in Bořetice eine Dorfschule eingerichtet, zuvor wurde in Pavlovice unterrichtet. Bis zur Mitte des 19. Jahrhunderts blieb das Dorf immer nach Göding untertänig.
Nach der Aufhebung der Patrimonialherrschaften bildete Bořetice ab 1850 eine Gemeinde in der Bezirkshauptmannschaft Auspitz. Zwischen 1875 und 1877 entstand die Straße von Pavlovice über Bořetice und Kobylí nach Terezín. 1896 begann die Lokalbahn Saitz–Czeicz–Göding mit dem Bau der Strecke von Zaječí über Kobylí und Čejč nach Hodonín. Am 16. Mai 1897 wurde der Verkehr aufgenommen. 1938 wurde der Bezirk Auspitz/Hustopeče infolge des Münchner Abkommens aufgelöst. Bořetice verblieb bei der Tschechoslowakei und wurde dem Okres Židlochovice zugeordnet. Zwischen 1942 und 1945 gehörte Boretitz zum Politischen Bezirk Göding und kam nach Kriegsende zum wiedererrichteten Okres Hustopeče zurück. Nach der Aufhebung des Okres Hustopeče wurde die Gemeinde 1960 dem Okres Břeclav zugeordnet. 1979 wurde in Bořetice wieder eine Pfarre eingerichtet. Seit 1994 führt Bořetice ein Wappen und Banner. Die Gemeinde wurde 2005 Sieger des Wettbewerbs Dorf des Jahres.

## Ortsgliederung
Für die Gemeinde Bořetice sind keine Ortsteile ausgewiesen.

## Sehenswürdigkeiten
- barocke Pfarrkirche der hl. Anna, errichtet ab 1680. Im Jahre 1863 riss ein Sturm das Kirchendach fort. Wegen Rissen wurde die Decke der Kirche in den 1970er Jahren mit Stahlgittern stabilisiert.
- Friedhofsmauer mit barockem Tor
- Sühnestein aus dem Jahre 1777, er befand sich ursprünglich im Garten des Hauses Nr. 171 an dem Platz, an dem bei den Kirmesfeierlichkeiten Jan Vykydal aus Kobylí von Pollauer Einwohnern erschossen wurde. 1991 wurde der Stein an die Kirchenmauer umgesetzt.
- Kapelle des hl. Florian, aus der Mitte des 19. Jahrhunderts
- Nischenkapelle des hl. Johannes von Nepomuk, am Friedhofstor
- Naturdenkmal Zázmoníky, nördlich des Dorfes auf dem Hügel Horní ochozy, im Jahre 2000 wurde dort ein Bildstock aufgestellt
- Kraví hora mit 15 m hohem hölzernen Aussichtsturm und Bildstock aus dem Jahre 2006
- historische Weinkeller am Fuße der Kraví hora